# Renee Junga
Renee Junga, née le 18 juillet 1986, est une coureuse cycliste australienne. Spécialiste du BMX, elle est notamment vice-championne du monde en 2005. Elle est nommée cycliste australienne de l'année en BMX en 2005. En août 2006, alors qu'elle s'entraîne sur le parcours de four-cross en vue des championnats du monde de VTT à Rotorua (Nouvelle-Zélande), elle chute lourdement et devient paraplégique à 20 ans,.

## Palmarès en BMX

### Championnats du monde
- Perth 2003
  - 6e du BMX juniors
- Valkenswaard 2004
  - 7e du BMX juniors
- Paris 2005
  -  Médaillée d'argent du BMX